# Da Sensação e do Sensível
Da sensação e do sensível (em grego clássico, Περὶ αἰσθήσεως καὶ αἰσθητῶν; em latim, De sensu et sensibilibus, De sensu et sensili, De sensu et sensato) é um dos breves tratados que compõem os Parva Naturalia de Aristóteles.
Foi comentado por Alexandre de Afrodísias, Averróis e Tomás de Aquino, entre outros.